# Jeff Raikes
Jeffrey Scott Raikes, né le 29 mai 1958, est un philanthrope américain nommé en 2008 au poste de directeur général de la Fondation Bill-et-Melinda-Gates basée à Seattle aux États-Unis. Il fut précédemment (1981-2008) un proche collaborateur de Bill Gates au sein de l’entreprise de logiciels Microsoft, multinationale dans laquelle il joua un rôle déterminant dans le modèle d'affaires de stratégie de commercialisation de la suite bureautique Microsoft Office.

## Biographie
Jeff Raikes a grandi à Ashland, petite ville américaine d’environ 2 500 habitants dans l’État du Nebraska, où il a été éduqué dans la ferme familiale pour l'élevage du bétail. Cette enfance lui a forgé une persévérance de caractère grâce à son labeur agricole. Durant cette période, il a acheté son tout premier ordinateur (Apple II) afin d’aider son frère dans la gestion de la ferme. Ceci lui a donné un fort goût à l’informatique, un élément déclencheur le conduisant à étudier à l’Université Stanford (État de Californie) dont il a reçu un baccalauréat universitaire ès sciences (BSc) en systèmes d’ingénierie économique en 1980. 
Fraîchement diplômé de l'Université Stanford, il rejoint l’entreprise Apple dans la Silicon Valley basée en Californie. En 1981, l’entreprise Microsoft le recrute en qualité de chef de produit. Il y fait carrière pendant 26 ans et atteint la position de président de la division d’affaires. En 2008, il accède au poste de directeur général de la Fondation Bill-et-Melinda-Gates sur proposition de Bill Gates et son épouse Melinda[réf. nécessaire].